# マルツェル・ライヒ＝ラニツキ

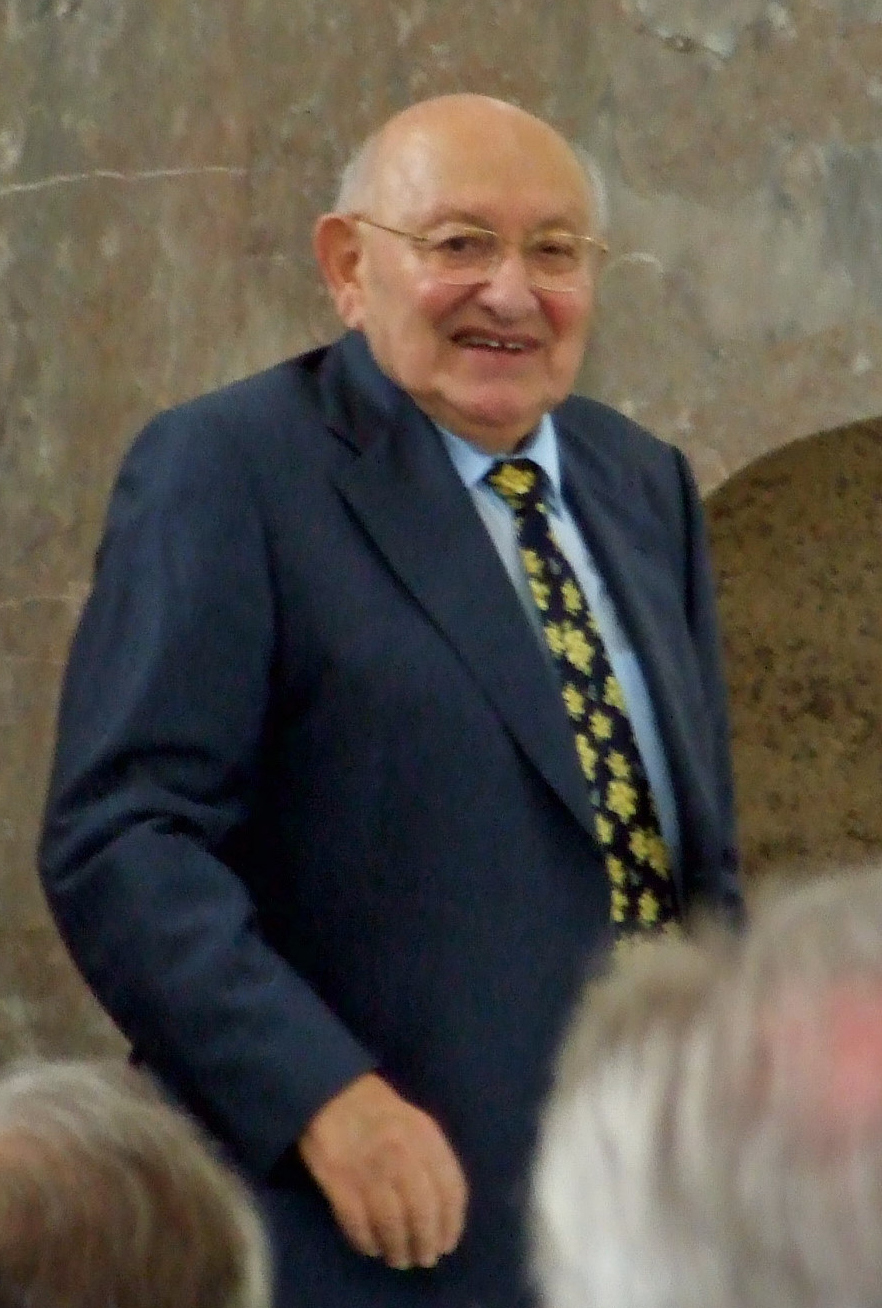
マルツェル・ライヒ＝ラニツキ

マルツェル・ライヒ＝ラニツキ（Marcel Reich-Ranicki, 1920年6月2日 - 2013年9月18日）はポーランド・ヴウォツワヴェク出身のドイツの文芸評論家。マルセル・ライヒ＝ラニツキ、ラニツキーとも表記される。グルッペ47（Gruppe 47）の一人。ユダヤ系。ドイチェ・ツァイト、フランクフルター・アルゲマイネなどで論評した。
2013年9月18日、フランクフルト・アム・マインにおいて死去。93歳没。

## 著作
- "Deutsche Literatur in Ost und West"（東西ドイツの文学）(1983年)
- 「とばりを降ろせ、愛の夜よ　20世紀ドイツ文学7人のパイオニア」（丘沢静也／訳、岩波書店、2004年7月）
- 「わがユダヤ・ドイツ・ポーランド　マルセル・ライヒ＝ラニツキ自伝」（西川賢一／訳、柏書房、2002年3月）
- 「褐色の空の下で」（岡田浩平／編、郁文堂、1994年4月）